# André Sibomana
 (avril 2023).
La mise en forme du texte ne suit pas les recommandations de Wikipédia : il faut le « wikifier ».
Les points d'amélioration suivants sont les cas les plus fréquents. Le détail des points à revoir est peut-être précisé sur la page de discussion.
- Les titres sont pré-formatés par le logiciel. Ils ne sont ni en capitales, ni en gras.
- Le texte ne doit pas être écrit en capitales (les noms de famille non plus), ni en gras, ni en italique, ni en « petit »…
- Le gras n'est utilisé que pour surligner le titre de l'article dans l'introduction, une seule fois.
- L'italique est rarement utilisé : mots en langue étrangère, titres d'œuvres, noms de bateaux, etc.
- Les citations ne sont pas en italique mais en corps de texte normal. Elles sont entourées par des guillemets français : « et ».
- Les listes à puces sont à éviter, des paragraphes rédigés étant largement préférés. Les tableaux sont à réserver à la présentation de données structurées (résultats, etc.).
- Les appels de note de bas de page (petits chiffres en exposant, introduits par l'outil «  Source ») sont à placer entre la fin de phrase et le point final[comme ça].
- Les liens internes (vers d'autres articles de Wikipédia) sont à choisir avec parcimonie. Créez des liens vers des articles approfondissant le sujet. Les termes génériques sans rapport avec le sujet sont à éviter, ainsi que les répétitions de liens vers un même terme.
- Les liens externes sont à placer uniquement dans une section « Liens externes », à la fin de l'article. Ces liens sont à choisir avec parcimonie suivant les règles définies. Si un lien sert de source à l'article, son insertion dans le texte est à faire par les notes de bas de page.
- La présentation des références doit suivre les conventions bibliographiques. Il est recommandé d'utiliser les modèles {{Ouvrage}}, {{Chapitre}}, {{Article}}, {{Lien web}} et/ou {{Bibliographie}}. Le mode d'édition visuel peut mettre en forme automatiquement les références.
- Insérer une infobox (cadre d'informations à droite) n'est pas obligatoire pour parachever la mise en page.

Pour une aide détaillée, merci de consulter Aide:Wikification.
Si vous pensez que ces points ont été résolus, vous pouvez retirer ce bandeau et améliorer la mise en forme d'un autre article.
 (avril 2023).
Si vous disposez d'ouvrages ou d'articles de référence ou si vous connaissez des sites web de qualité traitant du thème abordé ici, merci de compléter l'article en donnant les références utiles à sa vérifiabilité et en les liant à la section « Notes et références ».
André Sibomana (1954-1998) était un prêtre et journaliste rwandais et une figure exemplaire du génocide rwandais. Il était également un militant des droits de l'homme et l'un des fondateurs de l'Association rwandaise pour la défense des droits de la personne et des libertés publiques, qui est là pour enregistrer des informations sur toutes les violations des droits de l'homme se produisant au Rwanda et les publier dans un rapport. Sibomana était secrétaire de la Commission des moyens de communication sociale de la Conférence épiscopale du Rwanda, à Kigali .

## Militant des droits de l'Homme
À partir de 1988, André Sibomana était rédacteur en chef du journal catholique romain Kinyamateka, propriété de la Conférence épiscopale du Rwanda, qui était le seul journal privé au Rwanda et largement diffusé dans les paroisses rwandaises. Sibomana était attaché au véritable journalisme d'investigation, mais il vivait dans un État qui ne garantissait pas la liberté d'information. Depuis qu'il a publié des rapports indépendants qui se sont révélés extrêmement embarrassants pour les autorités, il a été jugé à plusieurs reprises en 1990, mais en vain car il avait les preuves de ce qu'il avait publié.
Ainsi, Sibomana était l'une des rares voix indépendantes au Rwanda dans la période qui a précédé le génocide. Lorsque ce dernier a éclaté, il s'est rendu compte qu'il deviendrait bientôt la cible des extrémistes. Il s'est échappé de la capitale Kigali et il a utilisé sa position pour sauver la vie de beaucoup d'autres. Pour de nombreuses personnes au Rwanda, s'abstenir de commettre un meurtre était, en soi, un acte de résistance. Plusieurs paysans ont été tués parce qu'ils refusaient de frapper les cadavres de leurs voisins tutsii. Il y a des hommes courageux et intègres qui n' ont pas pu ou n'ont pas osé venir en aide à leurs semblables et vivent maintenant avec le remords de ne pas l'avoir fait. Il n'y a aucun mérite à ce que j'aie sauvé quelques personnes,car c'était en mon pouvoir de le faire. Ma position m'a donné plus de chance qu'à d'autres", explique Sibomana à la page 86 de l'interview qu'il a accordée à Laure Guibert et Hervé Deguine en 1996 en Israël, qui a été publiée plus tard. Après la guerre, André Sibomana a repris son travail de rédacteur en chef de Kinyamateka et il a soutenu la réconciliation jusqu'à sa mort en 1998. 
Il a adopté sept orphelins.
Andre Sibomana est mort à l’âge de 43 ans. Il est décédé de suites d'une maladie de la peau.

## Hommage
En 2000, Sibomana a été nommé l'un des 50 héros mondiaux de la liberté de la presse de l'Institut international de la presse au cours des 50 dernières années.

## Ouvrage
- André Sibomana, J'accuse per il Rwanda, publié par Gruppo Abele, Turin, 1998[2].